# Sajóecseg
Sajóecseg là một thị trấn thuộc hạt Borsod-Abaúj-Zemplén, Hungary. Thị trấn này có diện tích 7,94 km², dân số năm 2010 là 1023 người, mật độ 129 người/km².